# Tomigusuku
Tomigusuku (jap. 豊見城市, -shi) ist eine japanische Stadt in der Präfektur Okinawa. Der Name stammt aus der Ryūkyū-Sprache und würde im Standardjapanischen eigentlich Tomishiro gelesen.

## Geografie
Die Stadt liegt zwischen Naha, der Hauptstadt Okinawas, im Norden und Itoman im Süden, ist 19,25 km² groß und zählte im Dezember 2006 54.177 Einwohner.
Die recht ruhige Stadt besteht vor allem aus Einfamilienhäusern und einigen Plattenbauten aus den 50er und 60er Jahren und wächst sehr dynamisch. Viele der alten Plattenbauten werden kontinuierlich abgerissen und durch neue ersetzt. Nicht zuletzt auf Grund des wachsenden Wohlstandes der Gemeinde und der sehr geringen Kriminalität steigen die Grundstückspreise kontinuierlich.
Tomigusuku beginnt nahtlos an der Stadtgrenze von Naha, direkt südlich vom Bezirk Oroku. In den 50er und 60er Jahren wurde Tomigusuku als „Bettenstadt“ für Naha konzipiert und erweitert. Viele der dort Ansässigen arbeiteten in Naha. Jedoch hat sich das im Laufe der Jahre sehr geändert. Durch viele Bauprojekte wuchs die Stadt immer weiter und die Pendlerströme nach Naha nahmen ab, da ein umfassendes Angebot an Jobs und Freizeitaktivitäten in der Stadt selbst dadurch entstanden ist und weiter ausgebaut wird. Deshalb kann man Tomigusuku auch nicht als Satellitenstadt von Naha verstehen, sondern vielmehr als selbstständige Gemeinde mit eigener Identität.
Abgesehen von wenigen überfliegenden Navy-Helikoptern ist das amerikanische Militär in Tomigusuku nicht präsent.

## Geschichte
Am 1. April 2002 wurde dem damals größten Dorf in Japan (heute ist dies Takizawa in Iwate), ohne Eingemeindungen vorzunehmen, der Stadtstatus (shi) verliehen.

## Stadtwappen
Das Wappen stellt vermutlich eine abstrakte Version der Bougainvillea, die fast überall in der Region gut gedeiht.
Manche Ansässige behaupten, teils im Scherz, dass es das Schriftzeichen „と“ (to) „dreimal“ (Japanisch mi) zeige, was man „to mi“ für Tomigusuku lesen könne. Aus diesem Grund sei die Bougainvillea als Blume der Stadt gewählt worden.

## Verkehr
Das Gelände ist teilweise extrem hügelig, was das Autofahren zum Teil sehr erschwert. An öffentlichen Verkehrsmitteln gibt es dort lediglich einige Buslinien. Das Straßennetz ist in den Wohngebieten ausreichend, aber unübersichtlich. An vielen Kurven und Kreuzungen gibt es, auf Grund der Enge, Sichtspiegel. Die Hauptstraßen sind zu den Hauptverkehrszeiten immer überfüllt. Staus gehören zum Alltäglichen. Okinawa hat eine der höchsten Unfallzahlen in Japan. Das ist aber nicht auf zu schnelles fahren zurückzuführen, sondern viel mehr auf Alkohol am Steuer, sowie die große Zahl amerikanischer Soldaten, die mit dem Linksfahren nicht zurechtkommen. Die spezielle Einweisung der Soldaten auf das Verkehrssystem, welche Voraussetzung für das Fahren dort ist, scheint nicht ausreichend darauf vorzubereiten.
Der Okinawa Expressway, eine Autobahn, welche die Hauptverkehrsachse von Norden nach Süden bildet, wird derzeit (2006) über Tomigusuku nach Itoman erweitert. In Tomigusuku selbst wird diese Autobahn dann durch mehrere Tunnel unter den Wohngebieten geführt, was auch der bergigen Landschaft zu verdanken ist.

## Söhne und Töchter der Stadt
- Senaga Kamejirō (1907–2001), Politiker
- Uehara Takako (上原 多香子; * 14. Januar 1983), Schauspielerin und Mitglied der japanischen Popgruppe SPEED
- Hibiki Tsuha (* 1998), Weitspringer

## Weblinks

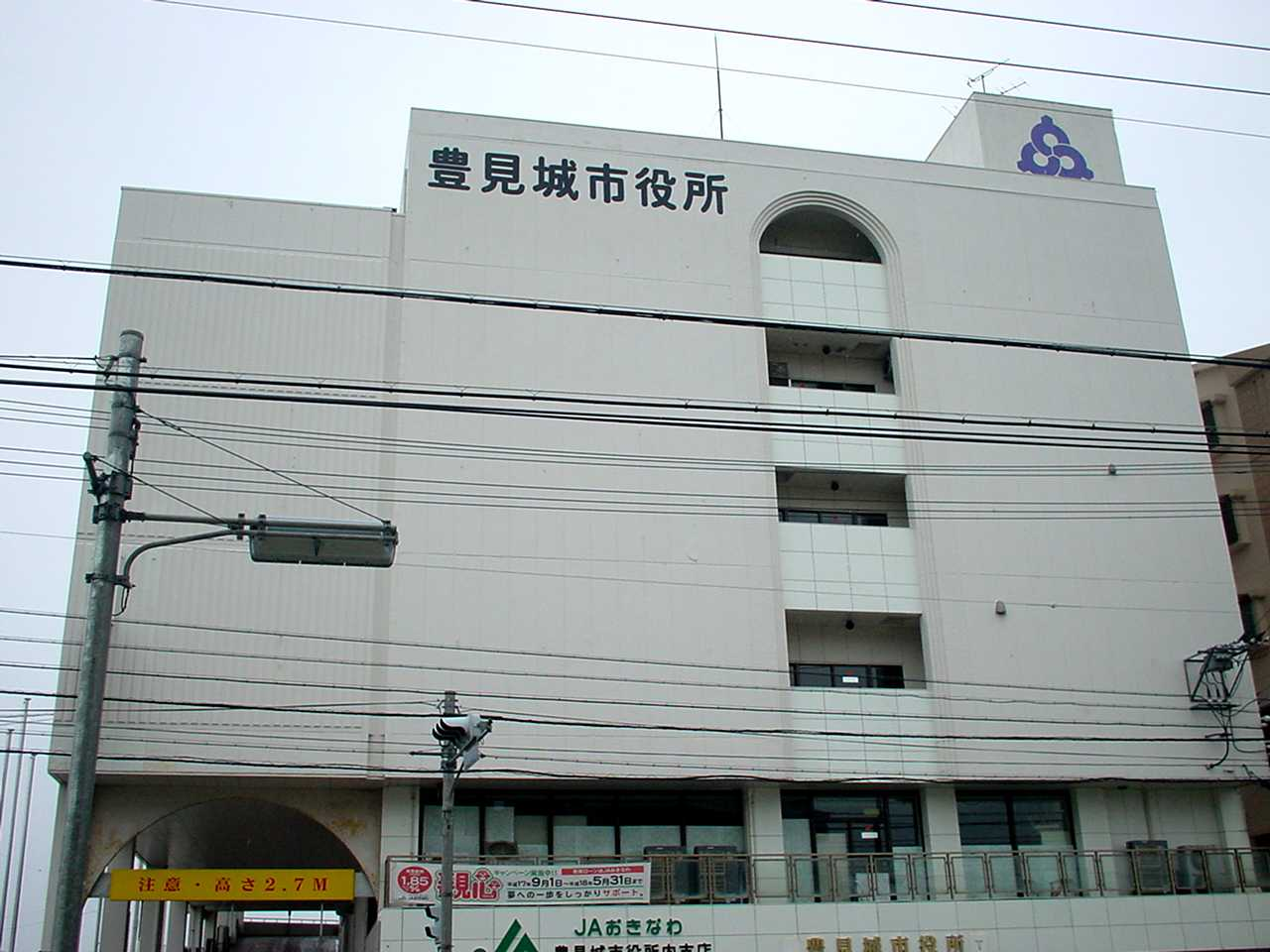
Rathaus von Tomigusuku

## Angrenzende Städte und Gemeinden
- Naha
- Itoman
- Haebaru
- Yaese